# Amiga Dream
 (avril 2019).
Si vous disposez d'ouvrages ou d'articles de référence ou si vous connaissez des sites web de qualité traitant du thème abordé ici, merci de compléter l'article en donnant les références utiles à sa vérifiabilité et en les liant à la section « Notes et références ».
Amiga Dream est la première publication du groupe Posse Press (également éditeur de PC Team). Elle a été créée à l'époque par Romain Canonge, ancien journaliste d'Amiga Revue, Francis Poulain, ancien membre du service technique de Commodore France et Christine Robert, ancienne rédactrice en chef d'Amiga Revue. Le premier numéro est sorti en novembre 1993 simultanément à l'arrivée en France de l'Amiga CD32, troisième console de la firme Commodore International après le C64GS et le CDTV. Le titre a cessé de paraître en octobre 2005 alors sous le nom de Login:. Il s'est également simplement appelé Dream entre 1999 et 2005.

## Historique
Consacré à ses débuts entièrement aux applications utiles et ludiques de l'Amiga, cette publication a été la première à offrir une disquette en supplément alors que les magazines français dédiés de l'époque (Amiga Revue, AmigaNews) n'avaient pas franchi le pas. Ces disquettes contenaient systématiquement des versions d'essai de jeux commerciaux, de logiciels professionnels, des sharewares, et aussi des démos (ou intros) de la scène très active des demomakers.
Une des particularités du magazine était sa mascotte, la Dreamette (personnage créée par Eric Wegscheider dit WEG puis codessinée par Christophe Bardon alias Frizou, qui était fort appréciée des lecteurs, et qui fut plus tard remplacée par une vache et un savant fou.
À la suite du déclin de l'Amiga, cette publication s'est progressivement intéressée aux systèmes d'exploitation dits alternatifs tels que AtheOS, BeOS, NeXTSTEP, RiscOS ou Linux ainsi qu'a la programmation dans différents langages.
Pour refléter cette évolution le nom a d'abord été changé en Dream puis, à la suite d'une place de plus en plus importante concernant Linux, en Login: en 1999. Login: a cessé de paraître en octobre 2005.